# Total cost of ownership
Total cost of ownership (całkowity koszt posiadania), TCO – całkowity koszt pozyskania, instalowania, użytkowania, utrzymywania i w końcu pozbycia się aktywów w firmie na przestrzeni określonego czasu (według Gartner, Inc.).
Pojęcie TCO ma zastosowanie w kontekście inwestycji firmy w narzędzia informatyczne. Należy w ich przypadku brać na przykład pod uwagę nie tylko cenę zakupu, ale też przemyśleć, ile będzie kosztowało utrzymanie narzędzi oraz ich ewentualna rozbudowa.
TCO służy do oceny bieżących i prognozowanych wydatków lub kosztów infrastruktury informatycznej i telekomunikacyjnej. Model uwzględnia koszty bezpośrednie ujawnione w budżetach i listach płac oraz koszty pośrednie (ukryte), wyznaczone jako koszty związane z działaniami użytkowników oraz z przestojami. Model TCO służy nie tylko redukcji całkowitych kosztów związanych z posiadaniem zasobów teleinformatycznych, ale także analizie różnic między badanym przedsiębiorstwem a danymi porównawczymi modelu firm i stowarzyszeń niezależnych. Najważniejszym składnikiem modelu jest – oprócz systemu klasyfikacji kosztów zawierającego bogatą listę kategorii – także baza danych statystycznych o kosztach informatyki dla wielu branż.